# Microregione di Médio Jaguaribe
Médio Jaguaribe è una microregione dello Stato del Ceará in Brasile, appartenente alla mesoregione di Jaguaribe.

## Comuni
Comprende 3 municipi:
- Jaguaretama
- Jaguaribara
- Jaguaribe